# Zamach na hotel i próba zestrzelenia samolotu w Mombasie
Zamach na hotel i próba zestrzelenia samolotu w Mombasie – dwa zamachy w Mombasie w Kenii: na izraelski hotel i na samolot należący do izraelskich linii lotniczych Arkia, które zostały przeprowadzone w dniu 28 listopada 2002 roku. Ten drugi – nieudany.
Mombasa, leżąca na wybrzeżu Oceanu Indyjskiego w Kenii, jest popularnym miejscem wśród zagranicznych turystów i hotel był odwiedzany głównie przez turystów z Izraela. Paradise Hotel był jedynym izraelskim hotelem położonym w okolicach Mombasy.

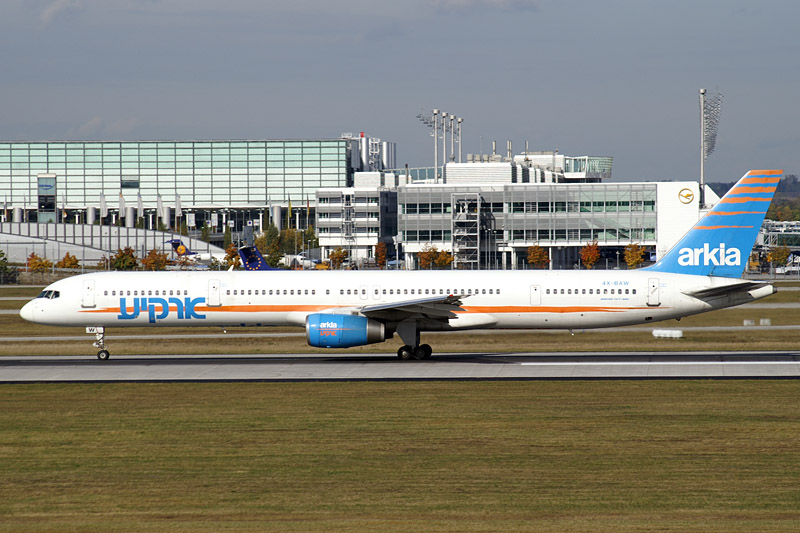
Jeden z takich samolotów izraelskich linii lotniczych Arkia został zaatakowany w trakcie zamachu

## Przebieg zamachu
Przed południem 28 listopada 2002 roku trzej zamachowcy-samobójcy wjechali samochodem terenowym, wyładowanym materiałami wybuchowymi, na teren hotelu Paradise i wysadzili go w powietrze, gdy uderzył w hol. W wyniku wybuchu bomb zginęło 15 osób, w tym troje Izraelczyków i trzech zamachowców; około 80 osób zostało rannych. Eksplozja wyrządziła ogromne zniszczenia. Niemal cały hotel został zniszczony.
Do zamachu na hotel doszło 5 minut po tym, jak dwiema rakietami ziemia-powietrze ostrzelany został izraelski samolot Boeing 757 z ponad 260 pasażerami na pokładzie. Maszyna nie została jednak trafiona i wylądowała w Tel-Awiwie.

## Sprawcy zamachu
Parę dni po zamachu Al-Kaida w oświadczeniu, opublikowanym w sieci internetowej, formalnie przyznała się do zamachów w Mombasie. „Wojownicy Al-Kaidy powrócili w to samo miejsce, gdzie chrześcijańsko-żydowska koalicja została uderzona cztery lata temu” – głosi oświadczenie, odwołujące się do zamachów na ambasady USA w Nairobi i Dar-es-Salaam w 1998 roku.
Autentyczność oświadczenia, podpisanego „Political Office of Qaeda al-Jihad”, nie została jednak potwierdzona. Wcześniej do ataków w Mombasie przyznała się nieznana wcześniej organizacja „Armia Palestyny”. Według autorów listu, wysłanego do libijskiej stacji telewizyjnej ataki zostały zorganizowane w 55 rocznicę podziału Palestyny, aby zwrócić uwagę świata na los palestyńskich uchodźców.

## Reakcje
- ONZ – Rada Bezpieczeństwa ONZ przyjęła Rezolucję 1450, potępiającą ataki.
- Izrael – minister spraw zagranicznych Izraela Binjamin Netanjahu nazwał ataki „poważną eskalacją terroru przeciwko Izraelowi”[8].
- Kenia – Rząd Kenii określił ataki jako „bezsensowny terroryzm” przeciwko interesom Izraela. Potępił również sprawców za korzystanie z Kenii jako bazy do prowadzenia działalności terrorystycznej[9].
- Wielka Brytania – minister spraw zagranicznych Jack Straw wyraził „słowa potępienia” dla zamachu samobójczego przeprowadzonego na hotel izraelski w Kenii[10].
- Stany Zjednoczone – sekretarz stanu Colin Powell powiedział: „Potępiamy w najostrzejszy sposób przerażający terrorystyczny atak bombowy, jaki miał miejsce w dniu dzisiejszym w hotelu Paradise w pobliżu Mombasy w Kenii, w którym zginęło co najmniej jedenaście osób i jest dziesiątki rannych – Kenijczyków i Izraelczyków. Potępiamy również najbardziej surowymi wyrazami oburzenia atak terrorystyczny w lokalu wyborczym w Bet Szean, w którym trzech Izraelczyków zginęło, a wielu innych zostało rannych.”[11].